# 大師子吼経
『大師子吼経』（だいししくきょう、巴: Mahāsīhanāda-sutta, マハーシーハナーダ・スッタ）、または『迦葉師子吼経』（かしょうししくきょう、巴: Kassapa-sīhanāda-sutta, カッサパシーハナーダ・スッタ）とは、パーリ仏典経蔵長部の第8経。
類似の伝統漢訳経典として、『長阿含経』（大正蔵1）の第25経「倮形梵志経」（らぎょうぼんじきょう）がある。
経名は、経中に登場する、後の仏弟子であるマハーカッサパ（大迦葉）に因む。「師子吼」（獅子吼、ししく、巴: sīhanāda, シーハナーダ）とは、「釈迦の説法」を「獅子の咆吼」に例えた仏教用語。すなわち、この経名は「マハーカッサパ（大迦葉）に釈迦が説法した経」の意。

## 構成

### 登場人物
- 釈迦
- カッサパ（迦葉） --- 裸形苦行者

### 場面設定
ある時、釈迦はウジュンニャー近くのカンナカッタラに滞在していた。
そこに裸行者カッサパが訪れ、苦行と楽行について問う。釈迦はそのどちらからも離れた苦楽中道の重要性を説きつつ、八正道、十善戒、六根清浄、正念正智、三衣一鉢による満足、五蓋の除去（五禅支の生成）、四禅および六神通を述べていく。
更に、釈迦は自分こそが、他のいかなるバラモンよりも、戒律、厭離、智慧、解脱について優れており、応供、等正覚、善逝、世尊であること、かつてニグローダという苦行者が仏道に出家したことを述べつつ、カッサパに出家を薦める。
カッサパは出家し、後に阿羅漢になったことが述べられつつ、経は終わる。

## 日本語訳
- 『南伝大蔵経・経蔵・長部経典1』（第6巻） 大蔵出版
- 『パーリ仏典 長部（ディーガニカーヤ）戒蘊篇II』 片山一良訳 大蔵出版
- 『原始仏典 長部経典1』 中村元監修 春秋社